# Llista de peixos de Washington

Localització de Washington als Estats Units

Aquesta llista de peixos de Washington inclou 251 espècies de peixos que es poden trobar actualment a l'estat de Washington (Estats Units) ordenades per l'ordre alfabètic de llurs noms científics.

## A
- Acantholiparis caecus
- Acipenser medirostris
- Acipenser transmontanus[1]
- Acrocheilus alutaceus
- Albatrossia pectoralis
- Alepisaurus ferox
- Alopias vulpinus
- Alosa sapidissima
- Ambloplites rupestris
- Ameiurus melas
- Ameiurus natalis
- Ameiurus nebulosus
- Ammodytes hexapterus
- Anoplogaster cornuta
- Antimora microlepis
- Aphanopus arigato
- Apristurus brunneus
- Arctozenus risso
- Argyropelecus lychnus
- Artedius corallinus
- Artedius harringtoni[2]
- Artedius notospilotus
- Ascelichthys rhodorus[3]
- Asemichthys taylori
- Atractoscion nobilis
- Aulorhynchus flavidus[4]
- Avocettina infans

## B
- Barbourisia rufa
- Bathophilus flemingi
- Bathyagonus nigripinnis
- Bathylaco nigricans
- Bathylagus pacificus
- Bathymaster signatus
- Bathyraja interrupta
- Benthalbella dentata
- Benthalbella linguidens

## C
- Carassius auratus
- Carcharodon carcharias
- Careproctus cypselurus
- Careproctus melanurus
- Careproctus ovigerus
- Caristius macropus
- Catostomus catostomus
- Catostomus columbianus[5][6]
- Catostomus macrocheilus
- Catostomus platyrhynchus
- Caulolatilus princeps
- Ceratoscopelus townsendi
- Cetorhinus maximus
- Chauliodus macouni
- Chilara taylori
- Clevelandia ios
- Clidoderma asperrimum
- Clupea pallasii pallasii[7]
- Cololabis saira
- Coregonus clupeaformis
- Coryphaenoides acrolepis[8]
- Coryphaenoides filifer
- Cottus aleuticus
- Cottus asper
- Cottus bairdii
- Cottus beldingii
- Cottus cognatus
- Cottus confusus
- Cottus gulosus
- Cottus hubbsi[9]
- Cottus marginatus
- Cottus perplexus[10]
- Cottus rhotheus[11]
- Cottus schitsuumsh[12]
- Couesius plumbeus[13]
- Ctenopharyngodon idella
- Culaea inconstans[14]
- Cymatogaster aggregata
- Cyprinus carpio

## D
- Dasycottus setiger
- Diaphus theta

## E
- Embassichthys bathybius
- Engraulis mordax
- Entosphenus tridentatus
- Eopsetta jordani[15]
- Eptatretus deani
- Eptatretus stoutii
- Esox americanus americanus
- Esox lucius
- Esox niger
- Eumicrotremus orbis

## F
- Fundulus diaphanus

## G
- Gadus macrocephalus
- Gambusia affinis
- Gasterosteus aculeatus[16]
- Gila bicolor

## H
- Halargyreus johnsonii
- Hemilepidotus hemilepidotus
- Hemitripterus bolini
- Hexagrammos decagrammus
- Hexagrammos lagocephalus
- Hippoglossoides elassodon[17]
- Hippoglossus stenolepis
- Holtbyrnia latifrons
- Hypomesus pretiosus[18][19]
- Hypsagonus quadricornis

## I
- Icelinus borealis
- Icosteus aenigmaticus[20]
- Ictalurus punctatus[21]
- Isopsetta isolepis[22]
- Isurus oxyrinchus

## L
- Lamna ditropis
- Lampadena urophaos
- Lampetra ayresii
- Lampetra pacifica[23]
- Lampetra richardsoni
- Lepidopsetta bilineata[24]
- Lepidopsetta polyxystra
- Lepomis cyanellus
- Lepomis gibbosus
- Lepomis gulosus
- Lepomis macrochirus
- Leptoclinus maculatus
- Leptocottus armatus
- Lestidiops ringens
- Leuroglossus schmidti
- Liparis adiastolus
- Liparis dennyi
- Lipolagus ochotensis
- Lota lota
- Lycenchelys rassi
- Lycodapus fierasfer
- Lycodapus mandibularis
- Lycodapus parviceps
- Lycodes diapterus
- Lycodes pacificus
- Lycodes palearis

## M
- Macropinna microstoma
- Magnisudis atlantica
- Malacocottus kincaidi
- Malacocottus zonurus
- Melamphaes lugubris
- Melanonus zugmayeri
- Menidia beryllina
- Merluccius productus[25]
- Micropterus dolomieu[21]
- Micropterus salmoides
- Misgurnus anguillicaudatus
- Morone saxatilis
- Mustelus henlei
- Mylocheilus caurinus
- Myoxocephalus polyacanthocephalus

## N
- Nannobrachium regale
- Nansenia candida
- Narcetes stomias
- Nautichthys robustus
- Nemichthys scolopaceus
- Notemigonus crysoleucas
- Notorynchus cepedianus
- Notoscopelus resplendens
- Noturus gyrinus
- Novumbra hubbsi[26]

## O
- Oncorhynchus aguabonita
- Oncorhynchus clarkii[27]
- Oncorhynchus gorbuscha
- Oncorhynchus keta
- Oncorhynchus kisutch[28][29][30]
- Oncorhynchus mykiss[31]
- Oncorhynchus nerka[32][16]
- Oncorhynchus tshawytscha[33][34]
- Ophiodon elongatus

## P
- Paralabrax clathratus
- Paralichthys californicus
- Paraliparis megalopus
- Paraliparis paucidens
- Pentaceros wheeleri
- Perca flavescens
- Percopsis transmontana[35]
- Pholis schultzi[36]
- Pimephales promelas
- Platichthys stellatus
- Polypera greeni
- Pomoxis annularis
- Pomoxis nigromaculatus
- Poromitra cristiceps
- Prionotus stephanophrys
- Prosopium coulterii[37]
- Prosopium williamsoni[38]
- Protomyctophum crockeri
- Protomyctophum thompsoni
- Pseudobathylagus milleri
- Psychrolutes paradoxus
- Psychrolutes sigalutes
- Pterygoplichthys disjunctivus
- Ptychocheilus oregonensis[39][40][21]
- Pylodictis olivaris

## R
- Rhinichthys cataractae
- Rhinichthys falcatus
- Rhinichthys osculus
- Rhinichthys umatilla[10][41]
- Rhinogobius brunneus
- Rhinoliparis attenuatus
- Richardsonius balteatus
- Ruscarius meanyi

## S
- Sagamichthys abei
- Salmo salar
- Salmo trutta
- Salvelinus confluentus[42][43]
- Salvelinus fontinalis
- Salvelinus malma
- Salvelinus namaycush
- Sander vitreus[21]
- Sardinops sagax[44]
- Scopelosaurus harryi
- Scytalina cerdale[3]
- Sebastes aleutianus
- Sebastes alutus[45]
- Sebastes auriculatus[46]
- Sebastes borealis
- Sebastes caurinus[46]
- Sebastes elongatus
- Sebastes emphaeus
- Sebastes flavidus
- Sebastes maliger[46]
- Sebastes melanops
- Sebastes miniatus
- Sebastes mystinus[47]
- Sebastes nebulosus
- Sebastes nigrocinctus
- Sebastes paucispinis
- Sebastes pinniger
- Sebastes proriger
- Sebastes rosaceus
- Sebastes ruberrimus
- Sebastolobus alascanus
- Siphateles bicolor
- Somniosus pacificus
- Sphyraena argentea
- Spirinchus starksi
- Spirinchus thaleichthys[16]
- Squalus acanthias
- Squalus suckleyi[48]
- Squatina californica
- Stenobrachius leucopsarus
- Symbolophorus californiensis

## T
- Tarletonbeania crenularis
- Thaleichthys pacificus
- Theragra chalcogramma
- Thunnus obesus
- Thymallus arcticus
- Tinca tinca
- Trachipterus altivelis
- Trichodon trichodon
- Triglops macellus
- Triglops pingelii[49][50][51]

## Galeria

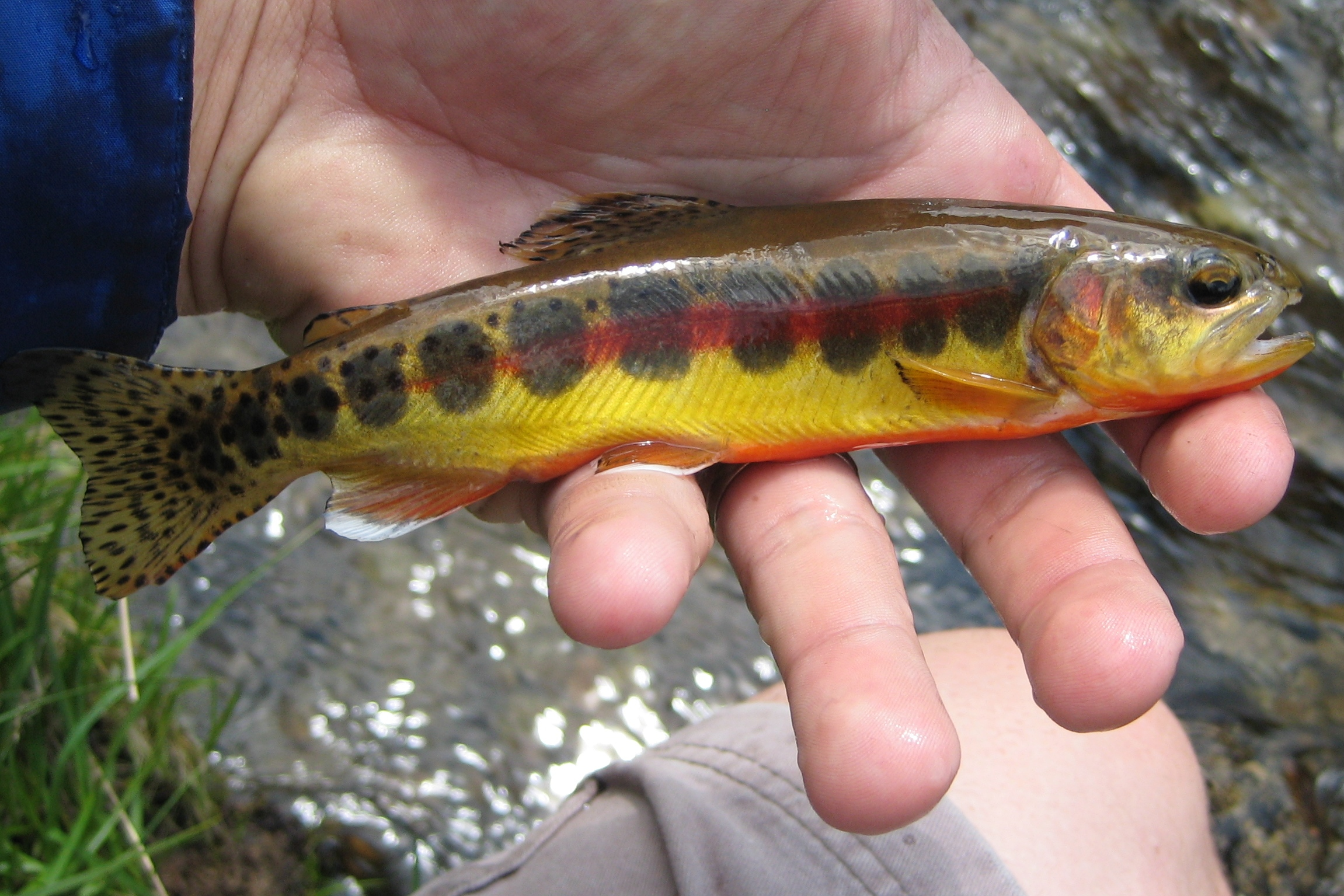
Oncorhynchus aguabonita
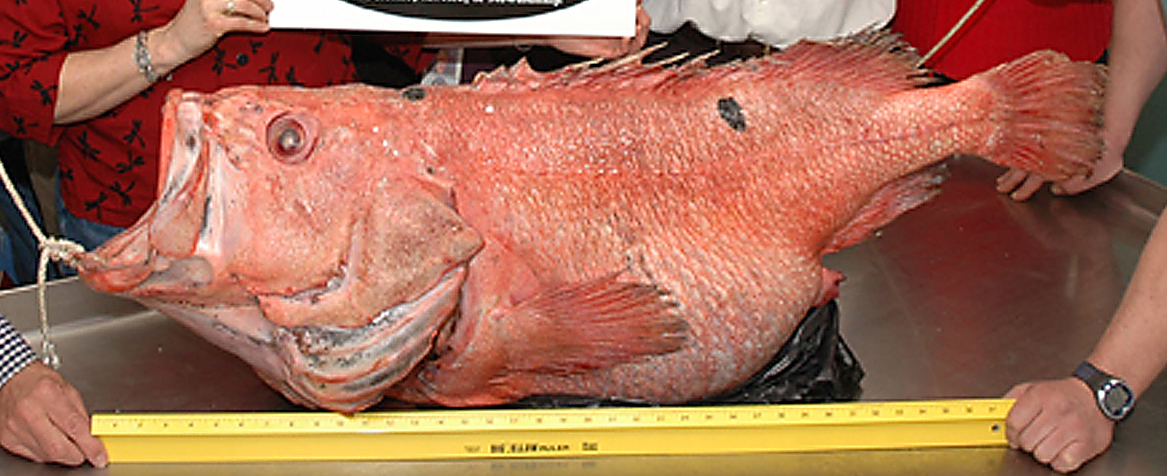
Sebastes borealis
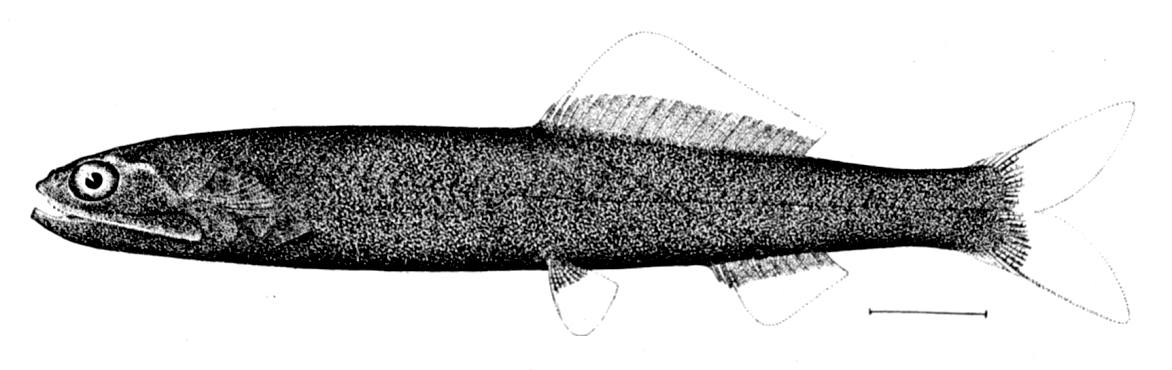
Bathylaco nigricans (il·lustració del 1896)
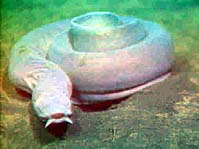
Eptatretus stoutii
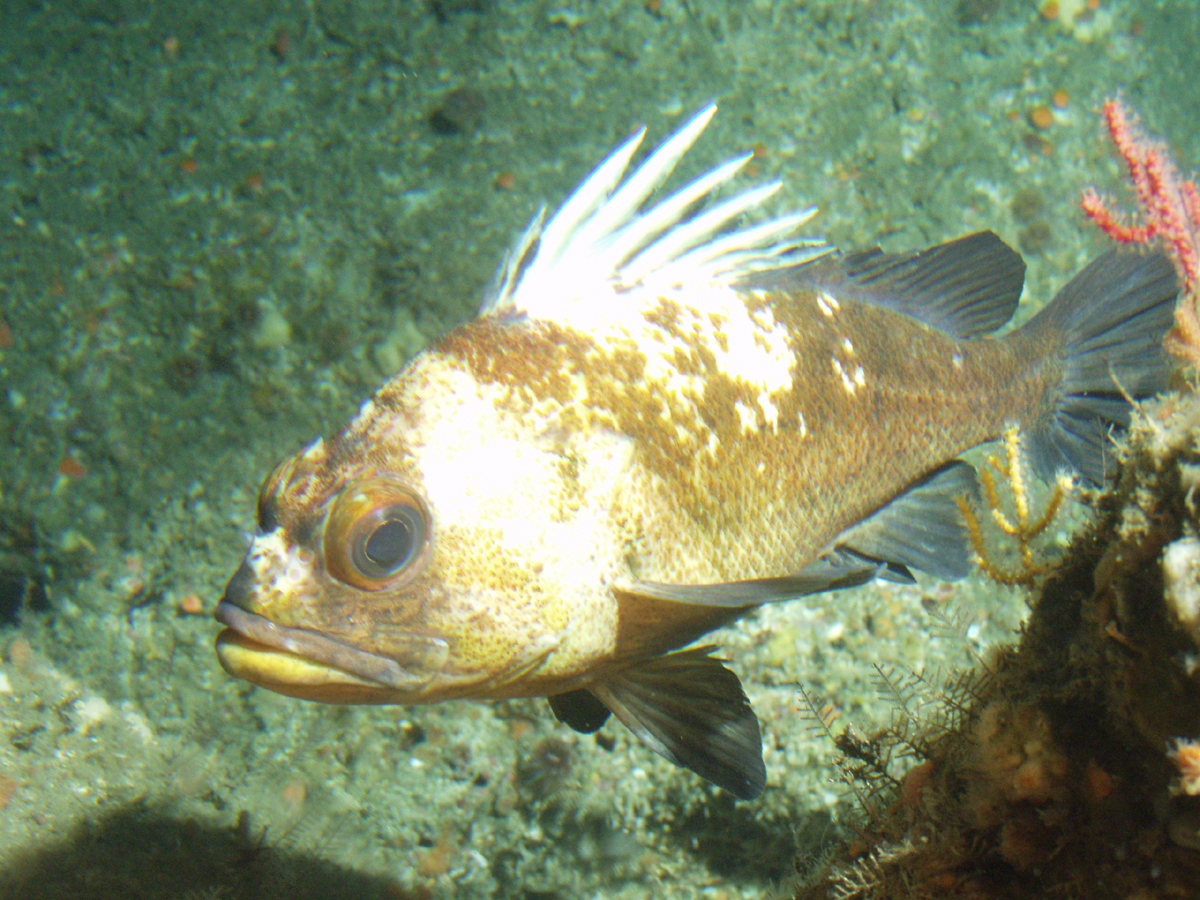
Sebastes maliger
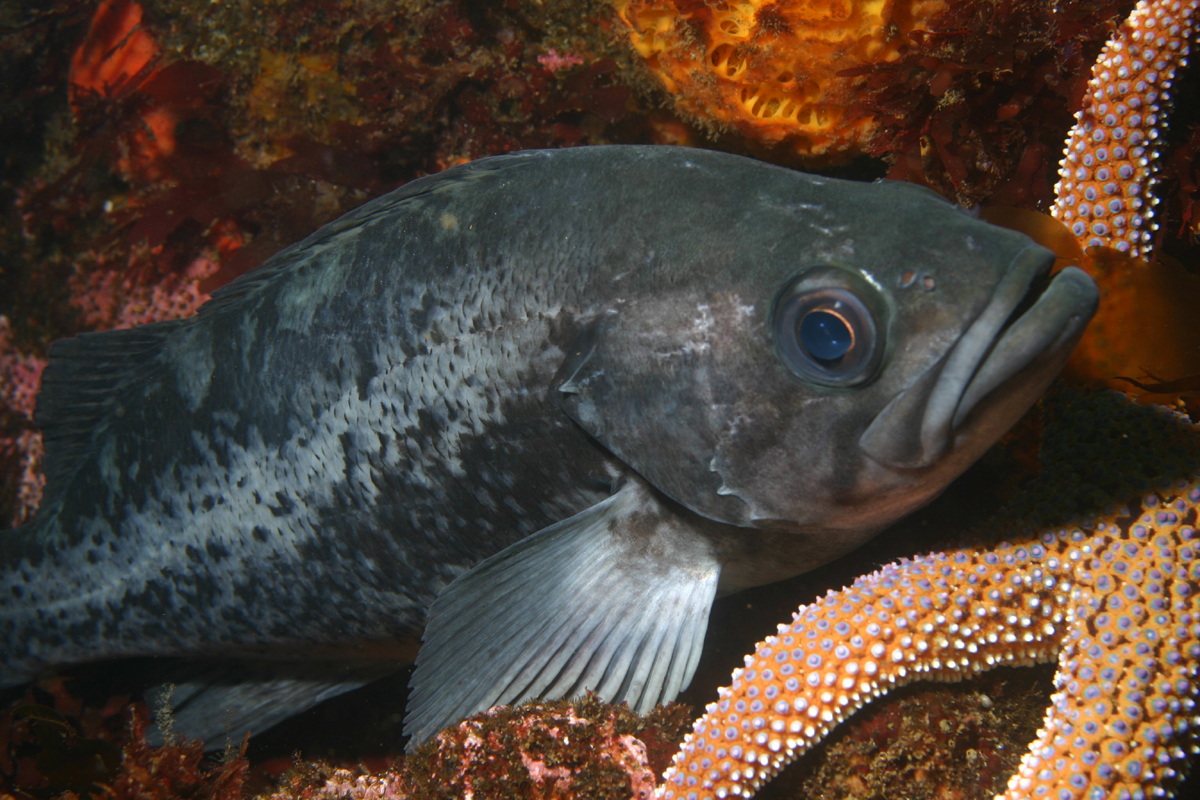
Sebastes melanops
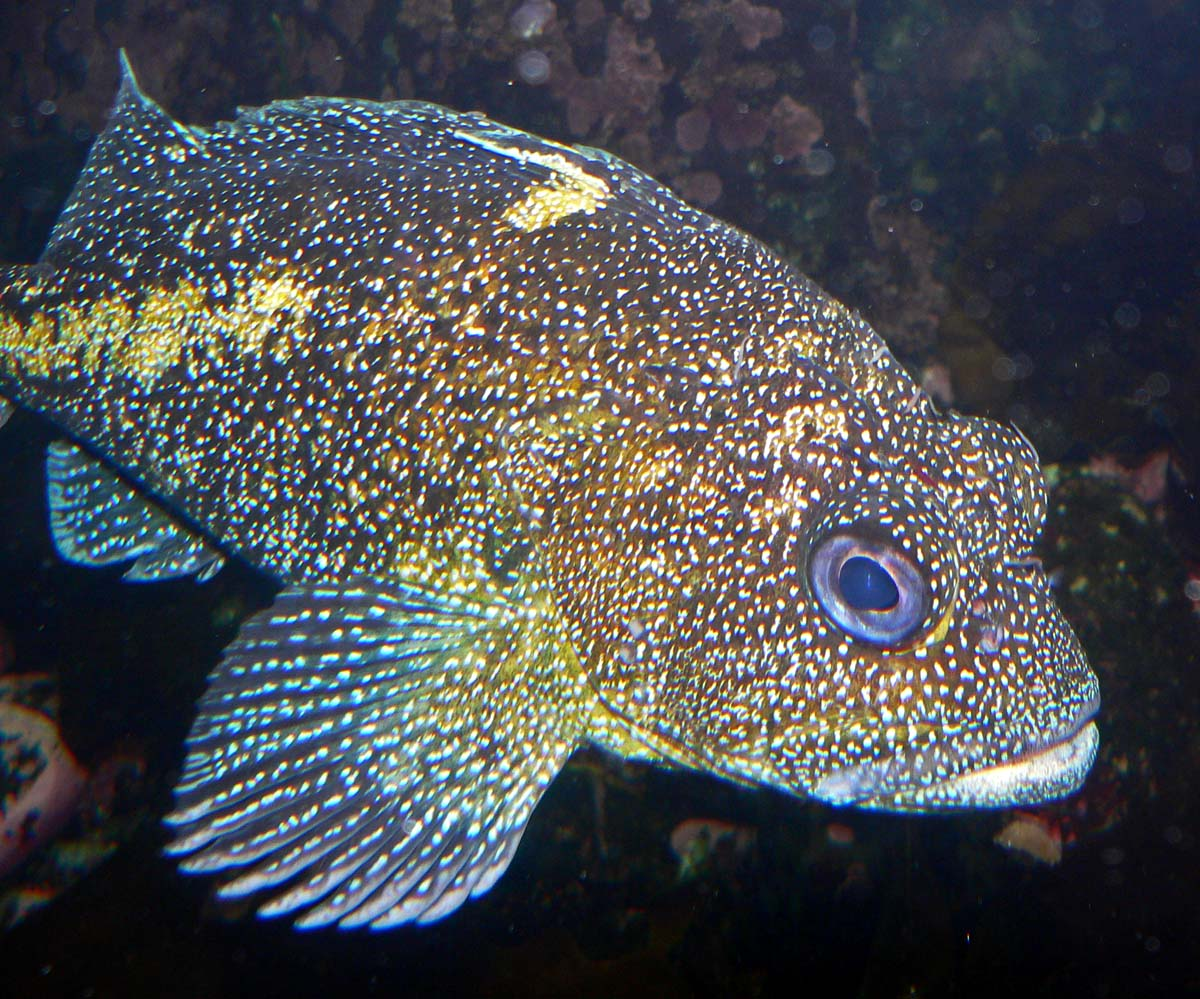
Sebastes nebulosus
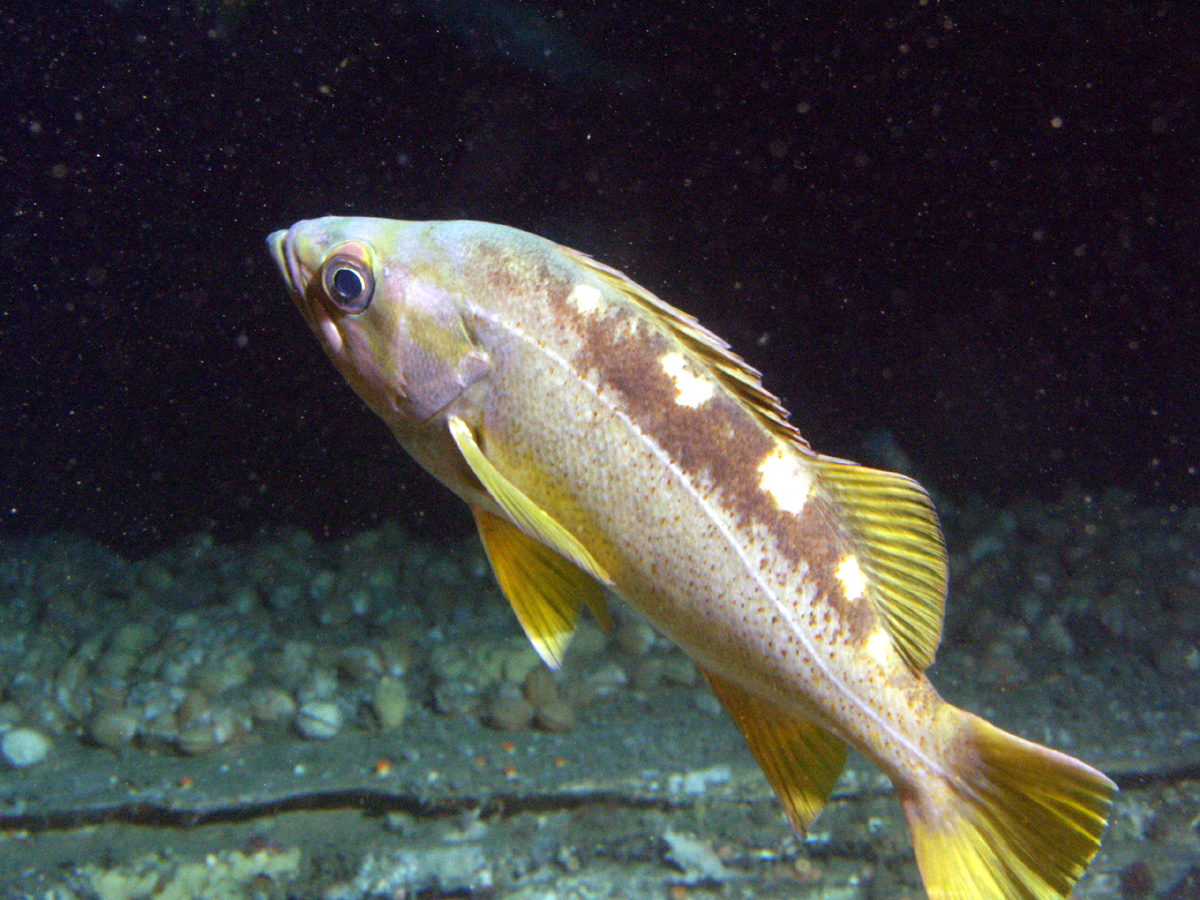
Sebastes flavidus
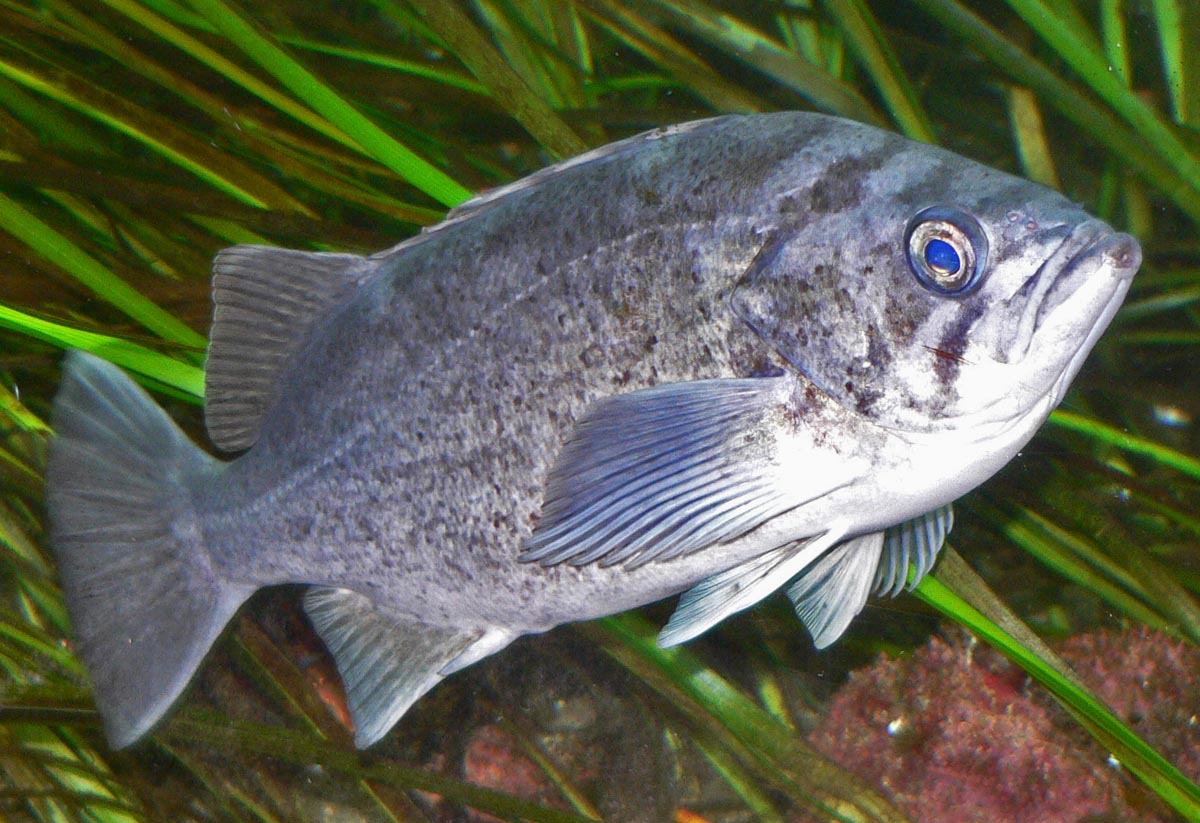
Sebastes mystinus
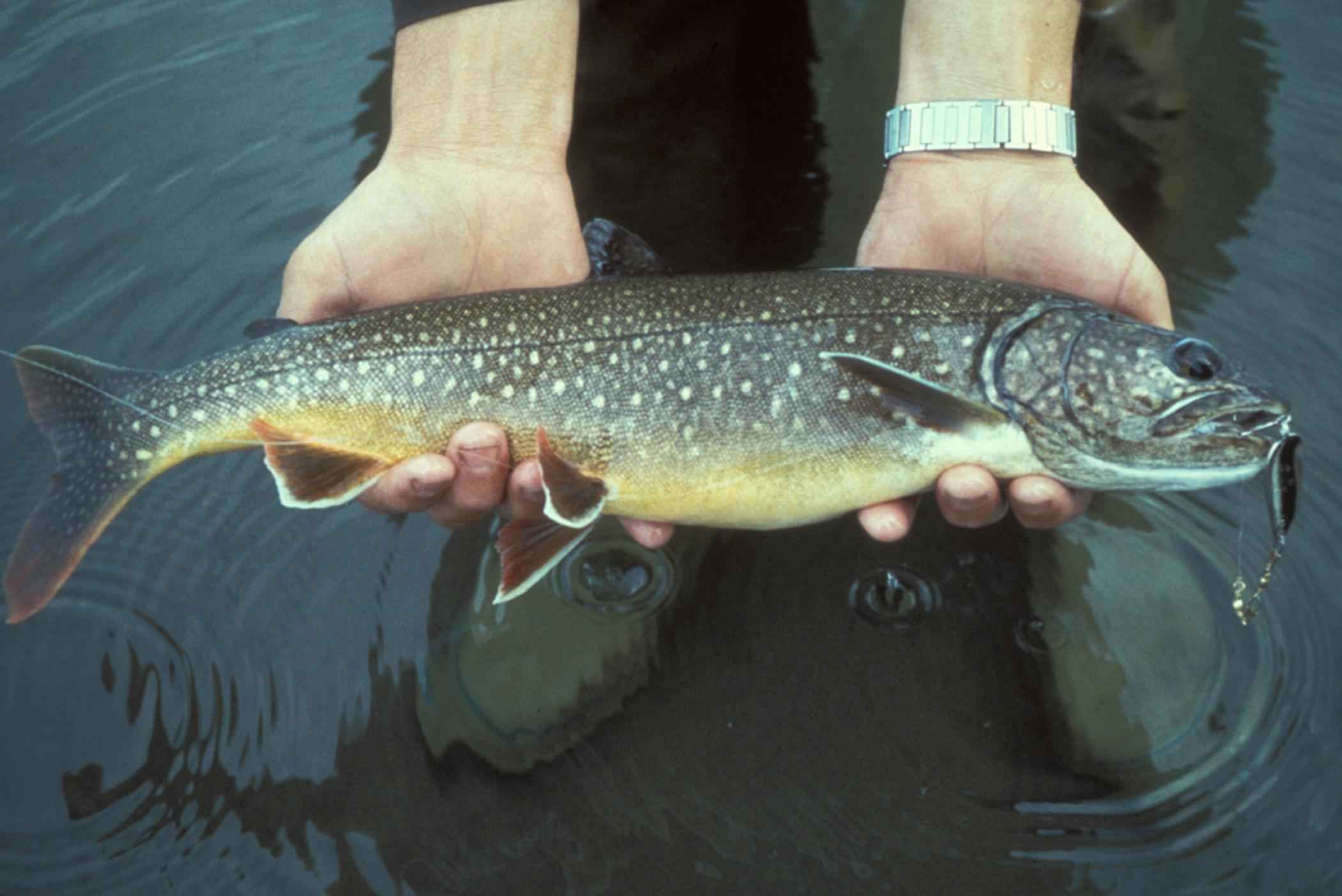
Salvelinus namaycush
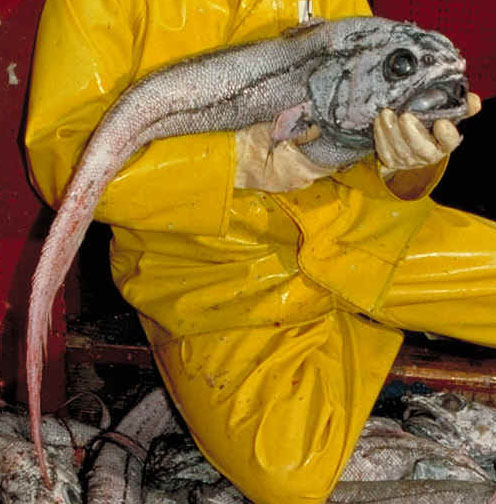
Albatrossia pectoralis
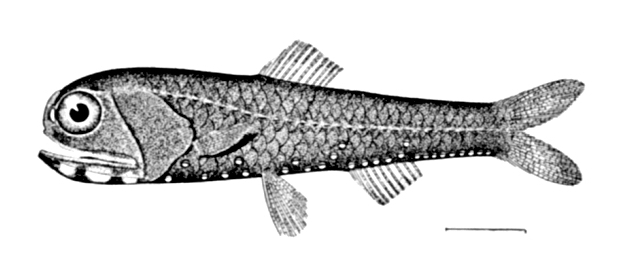
Diaphus theta (il·lustració del 1896)
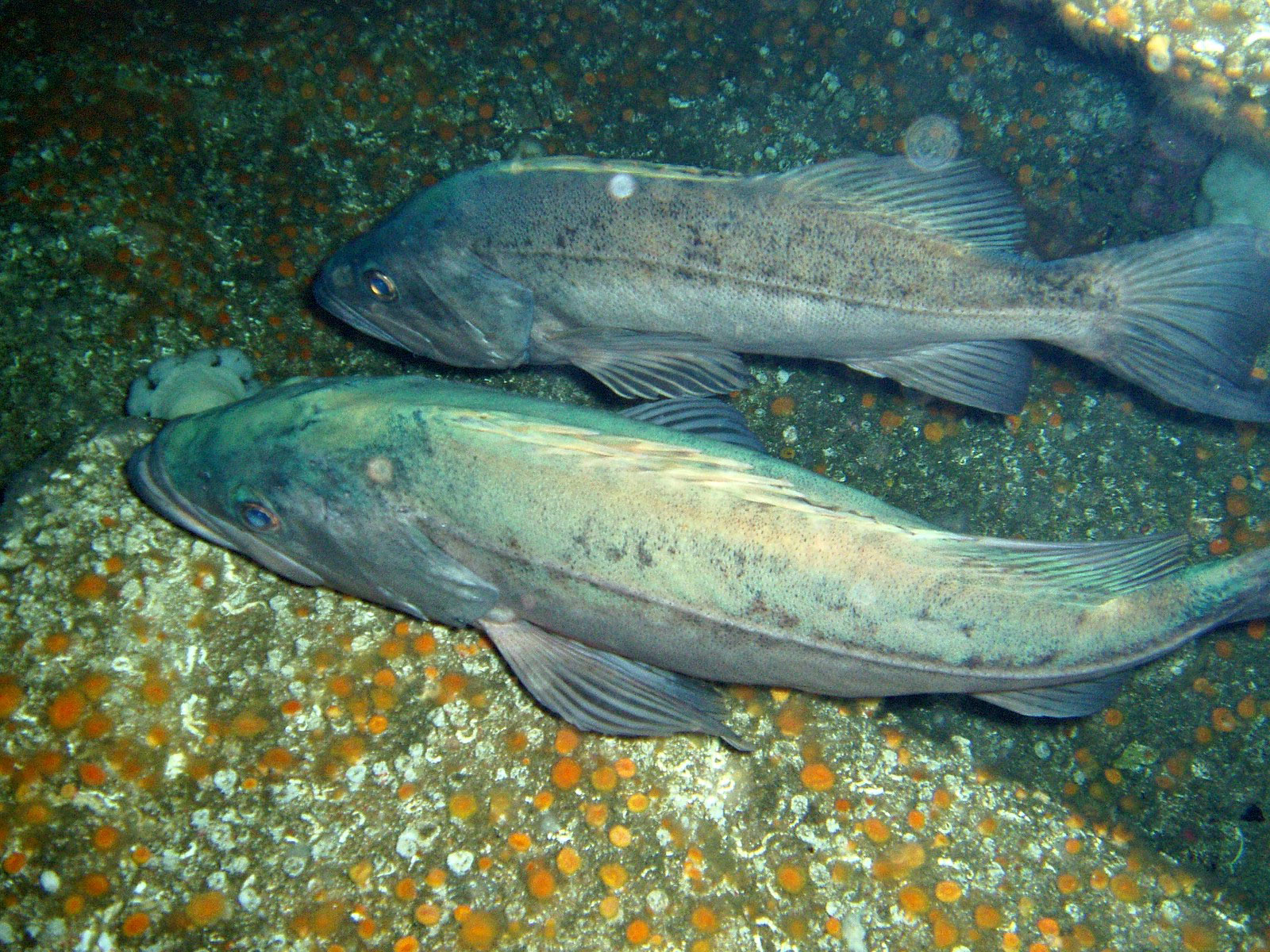
Sebastes paucispinis
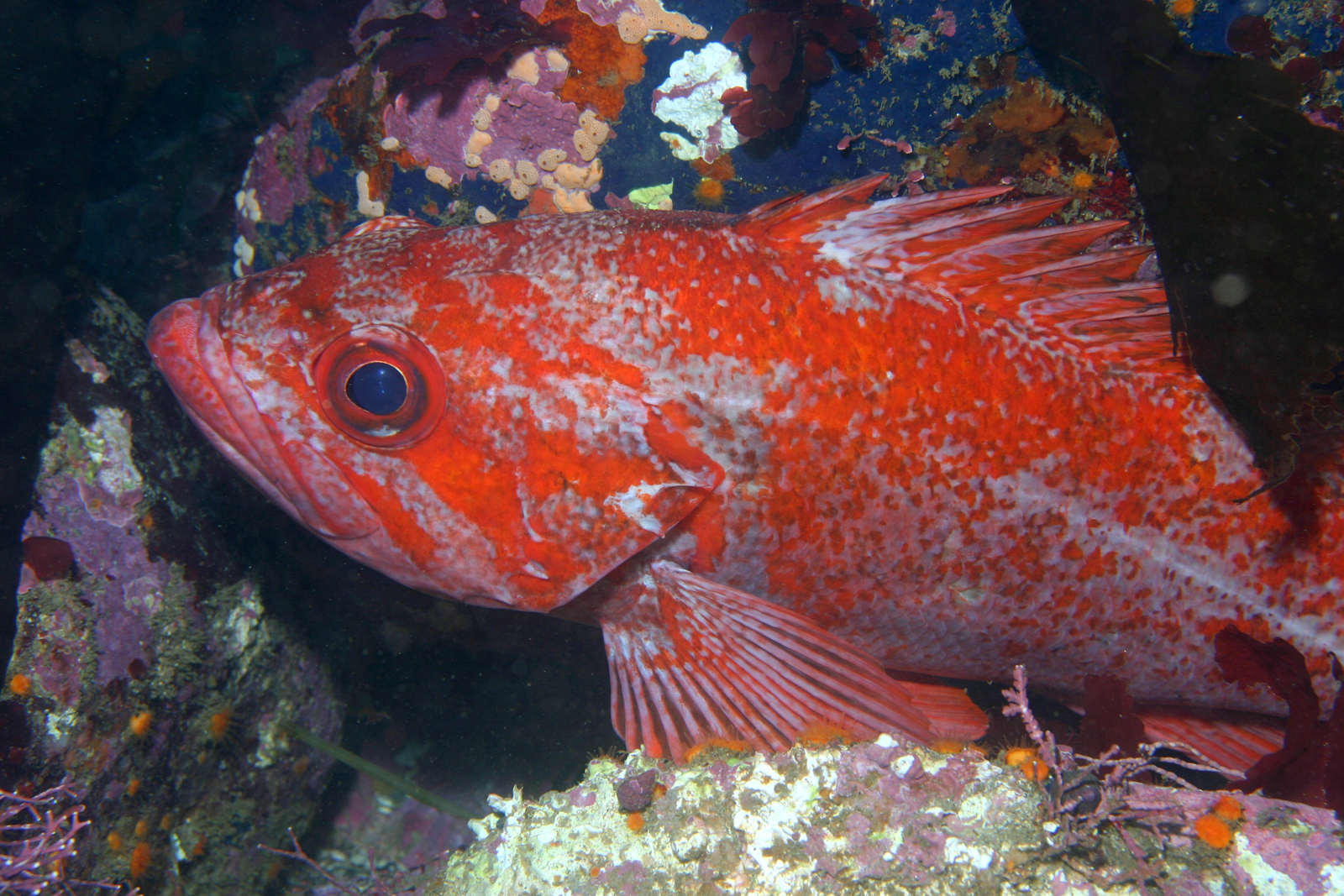
Sebastes miniatus
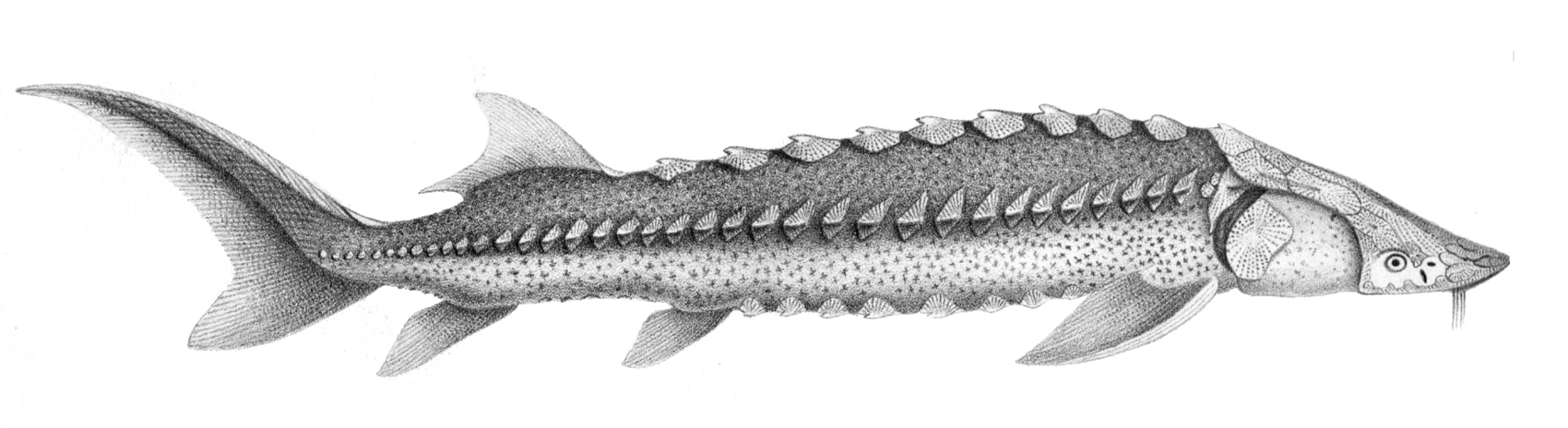
Acipenser transmontanus (il·lustració del 1868)
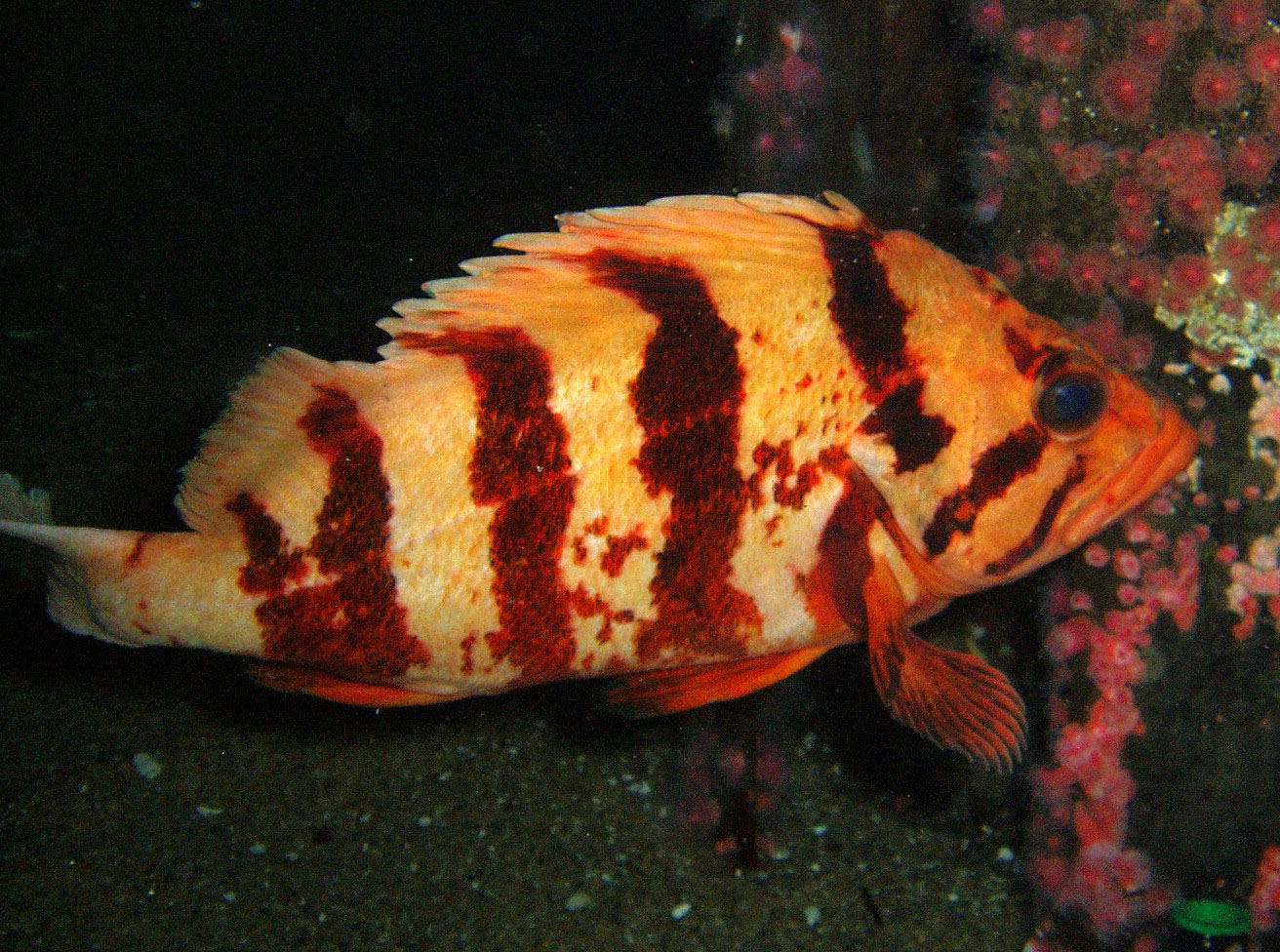
Sebastes nigrocinctus
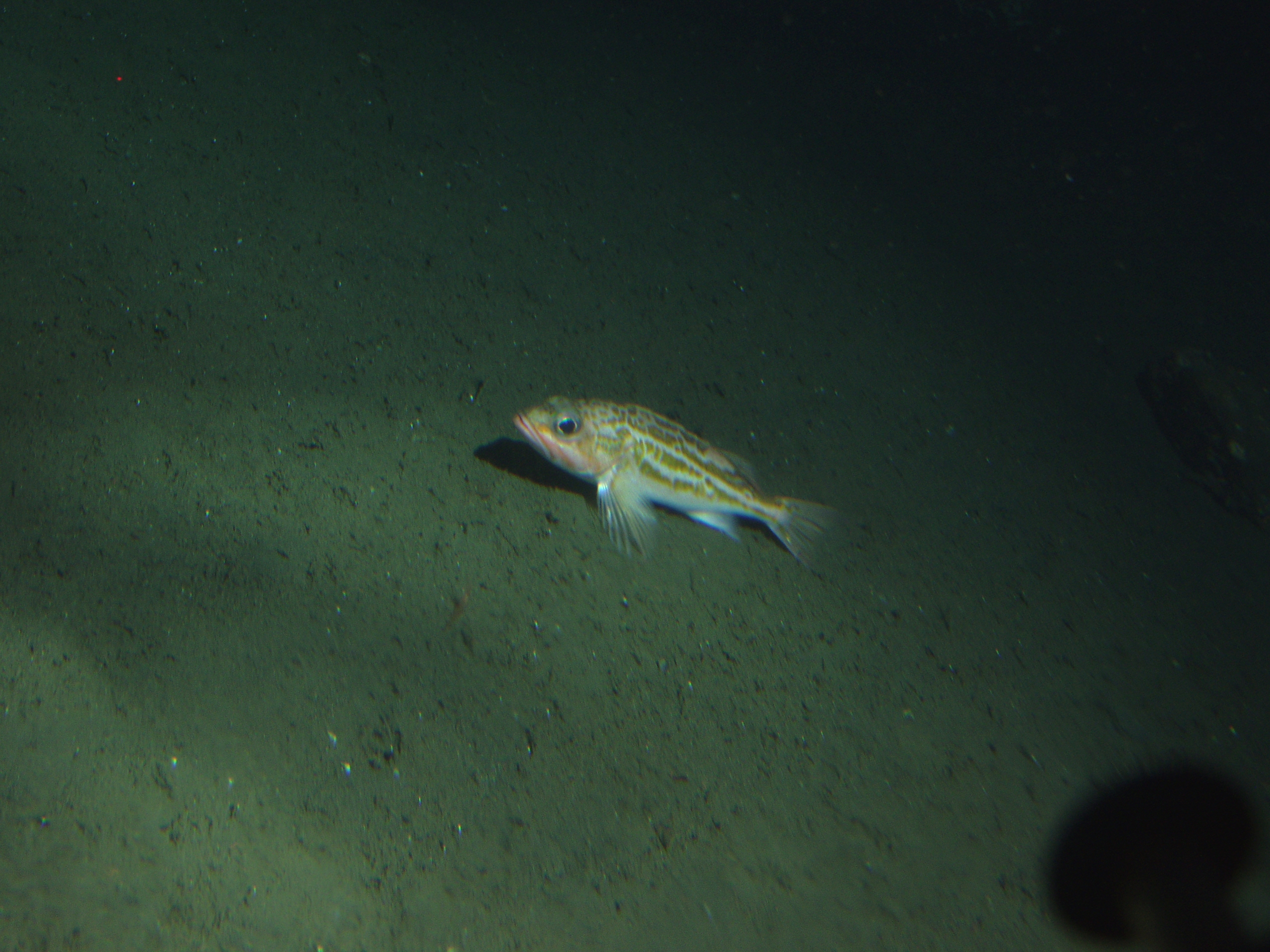
Sebastes elongatus
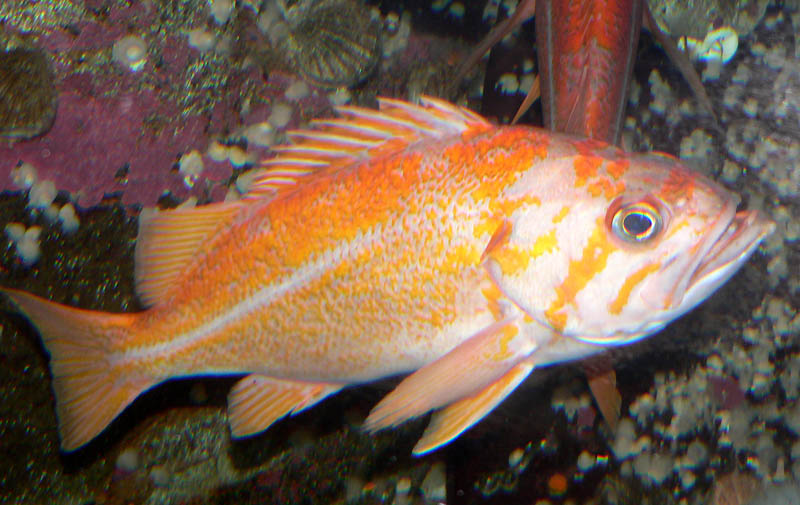
Sebastes pinniger
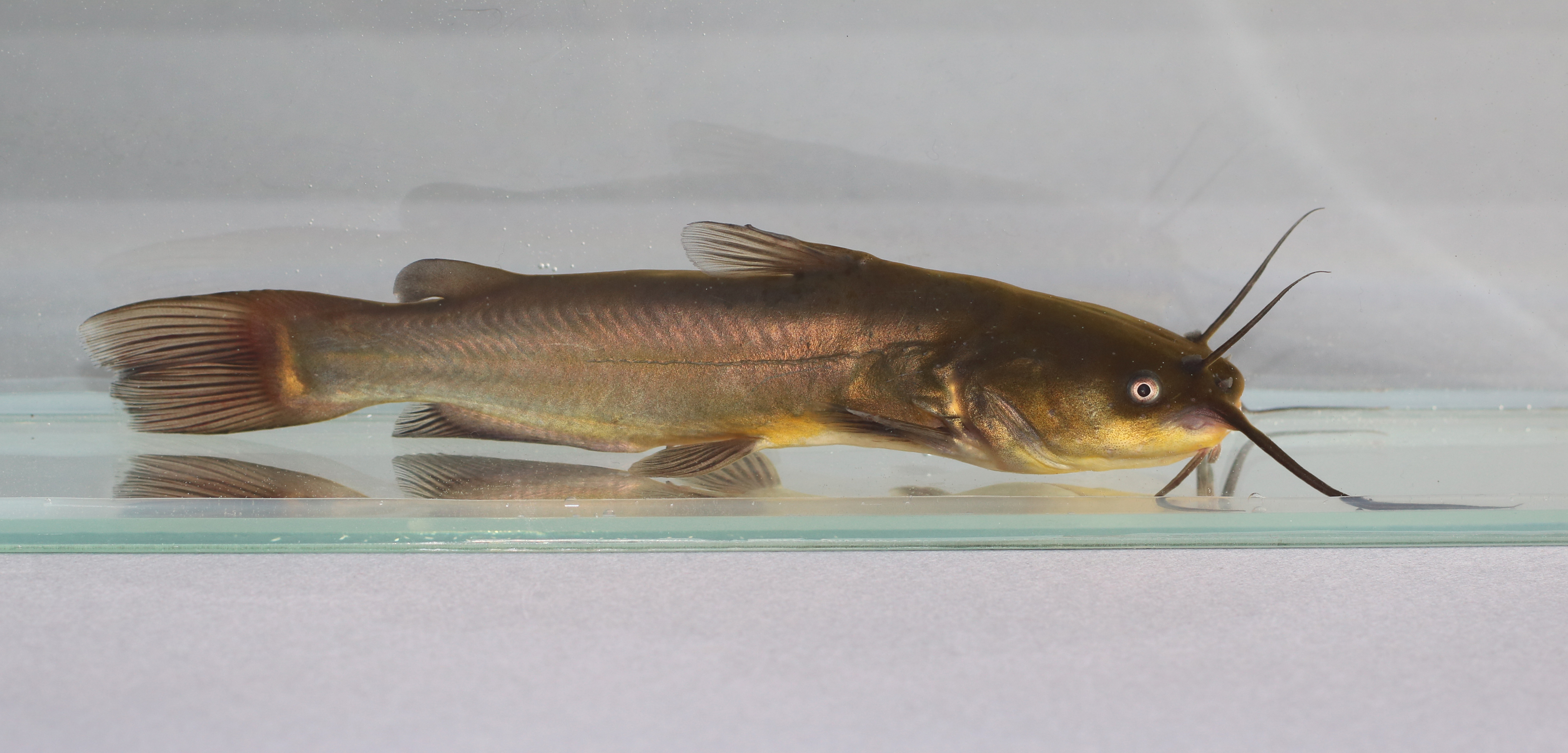
Ameiurus melas
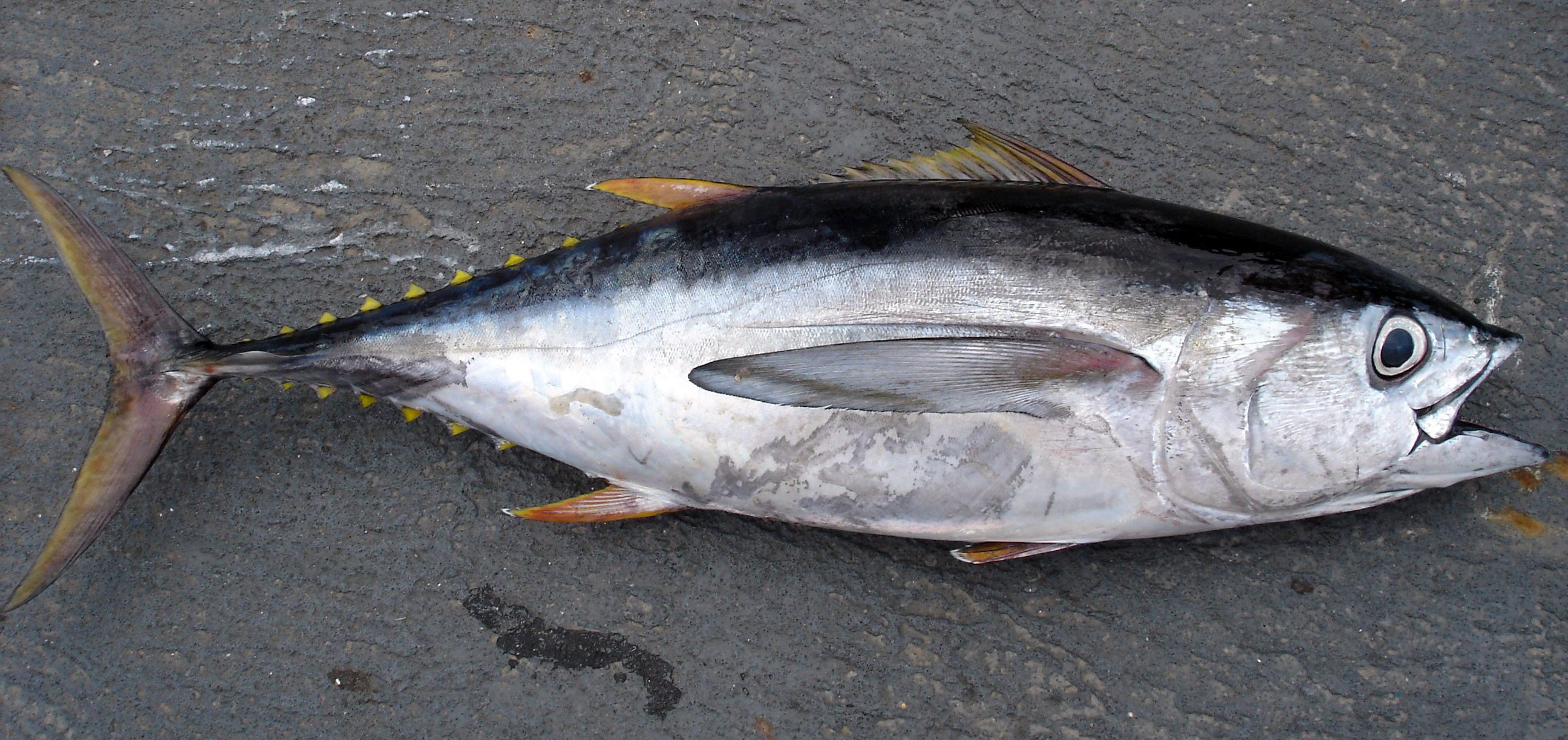
Tonyina d'ulls grossos (Thunnus obesus)
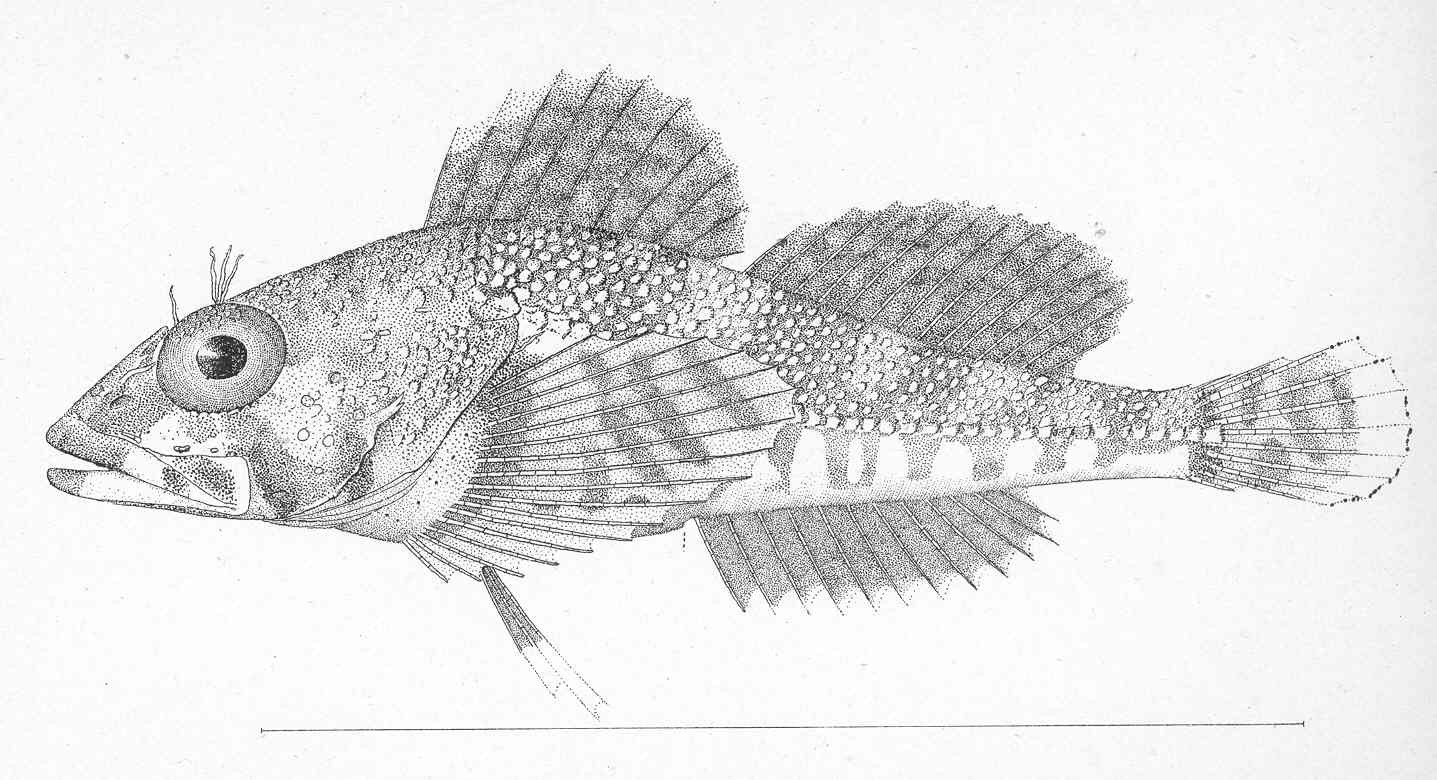
Ruscarius meanyi (il·lustració del 1895)
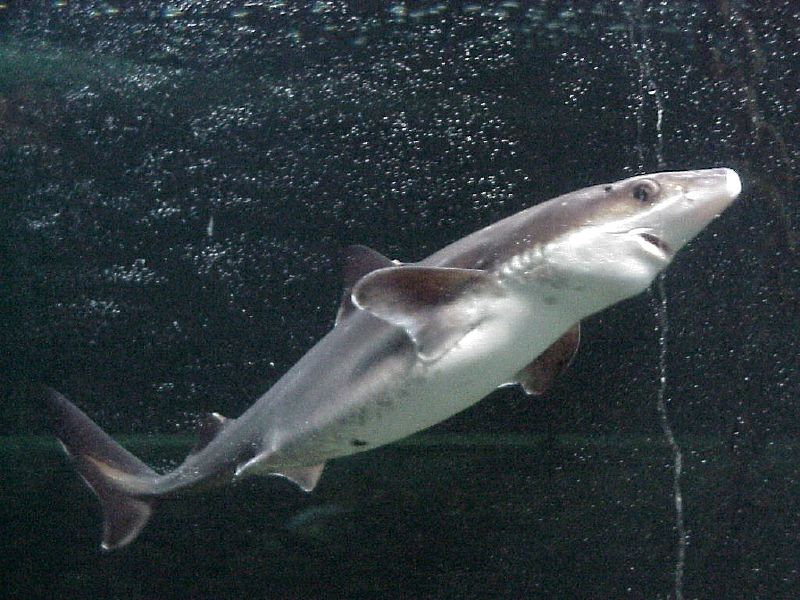
Agullat (Squalus acanthias)
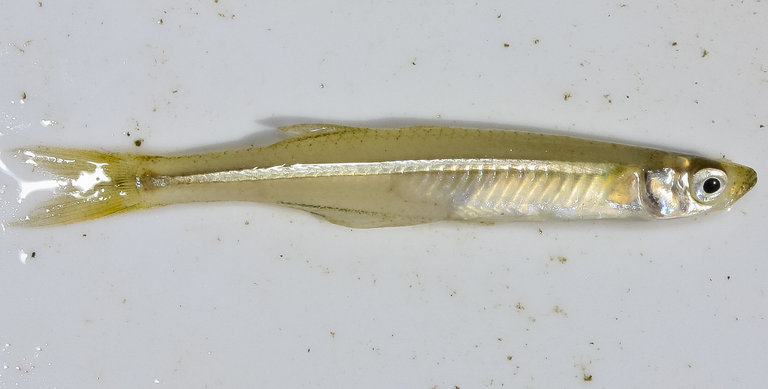
Menidia beryllina
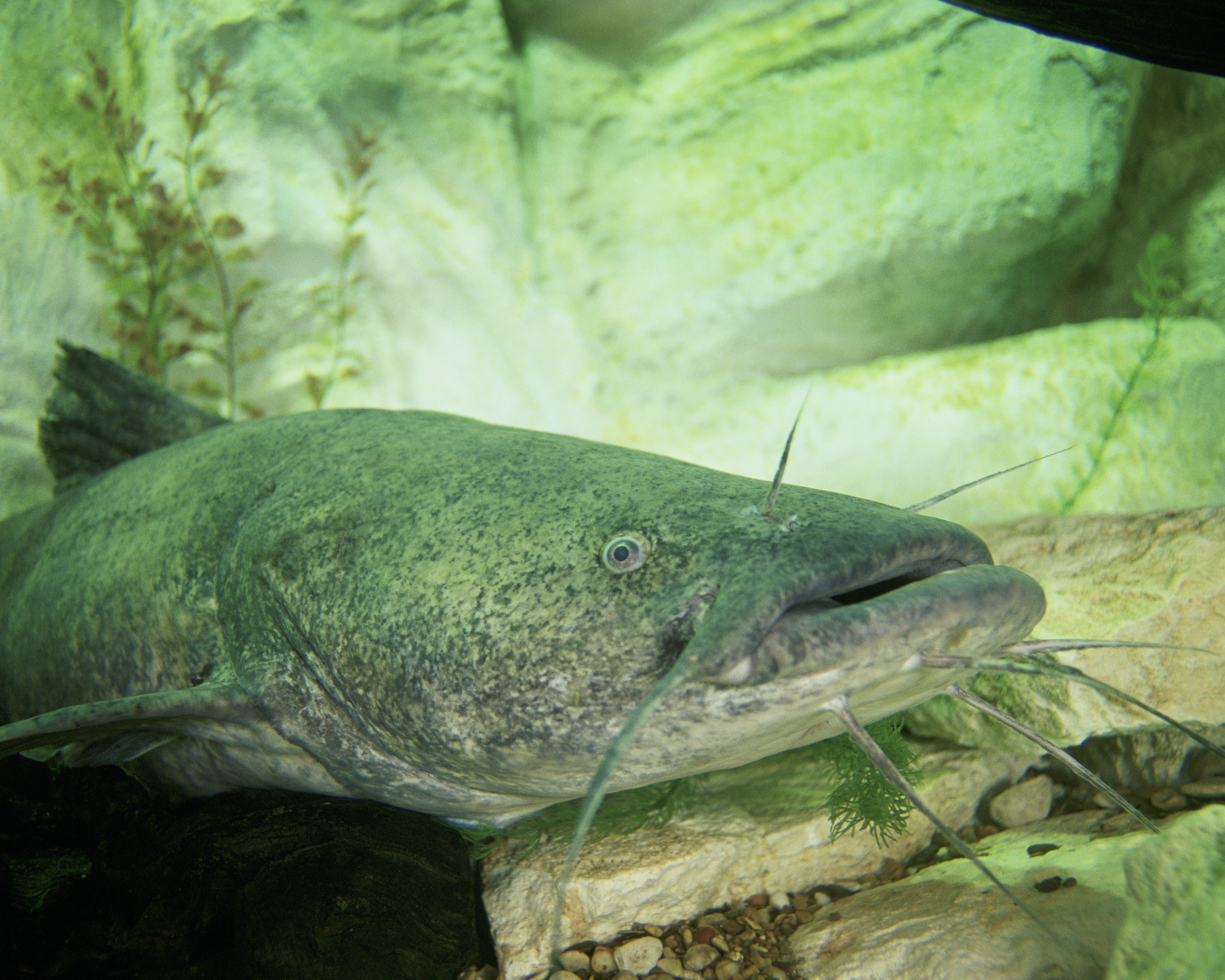
Peix gat de cap pla (Pylodictis olivaris)
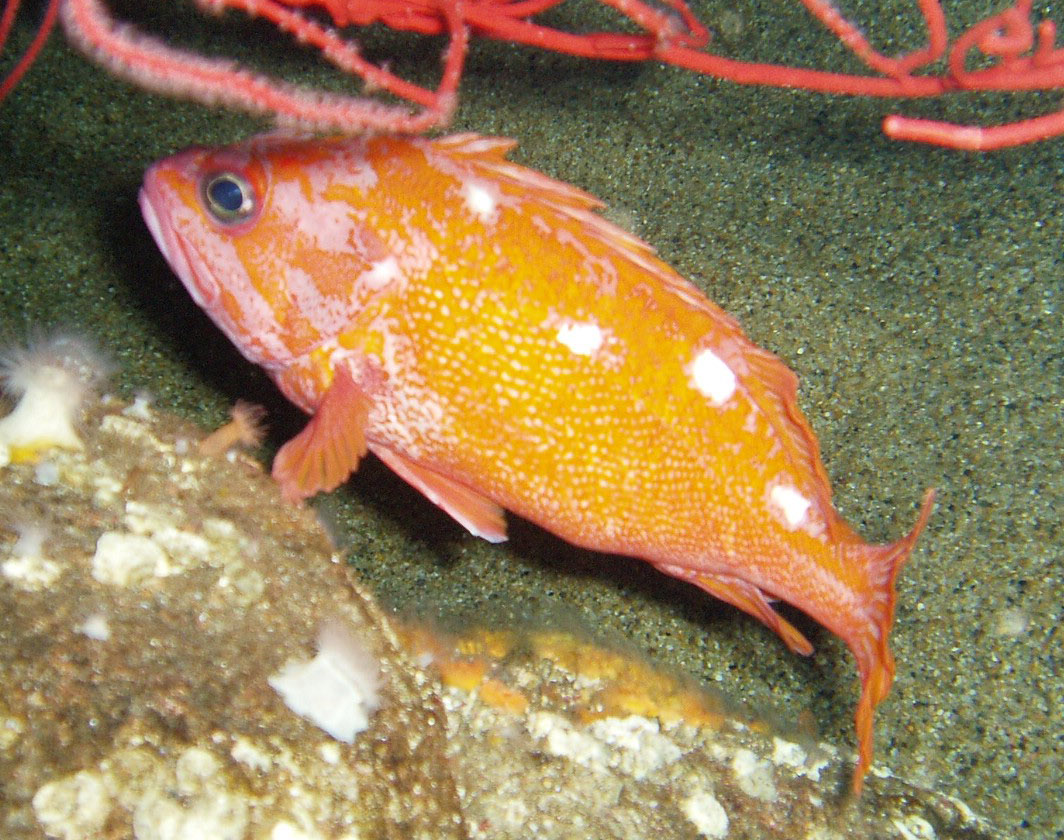
Sebastes rosaceus
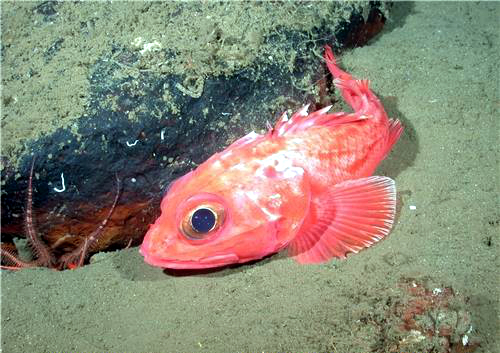
Sebastolobus alascanus
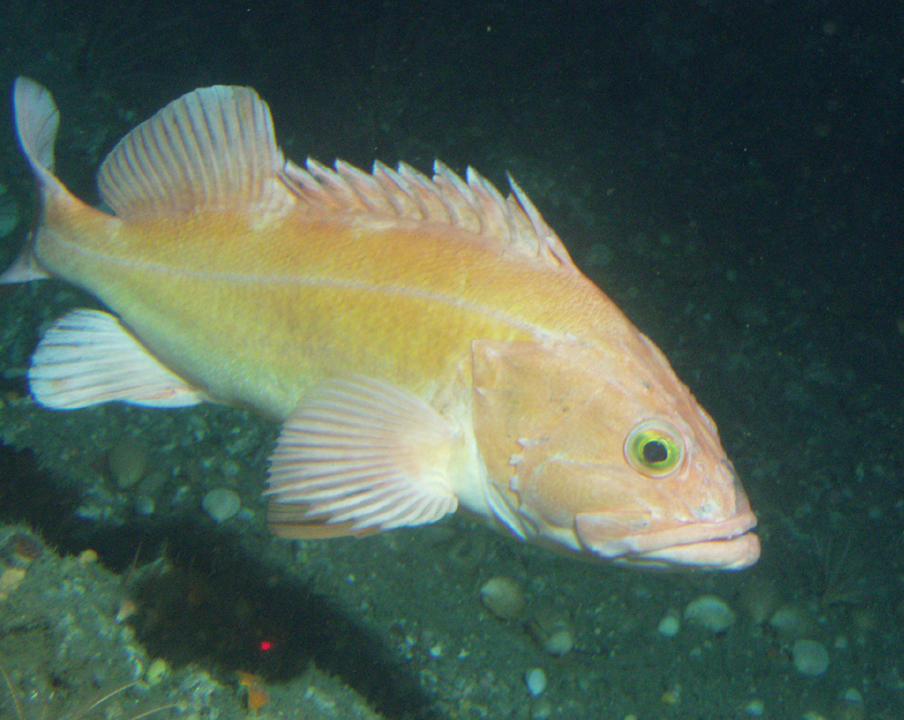
Sebastes ruberrimus
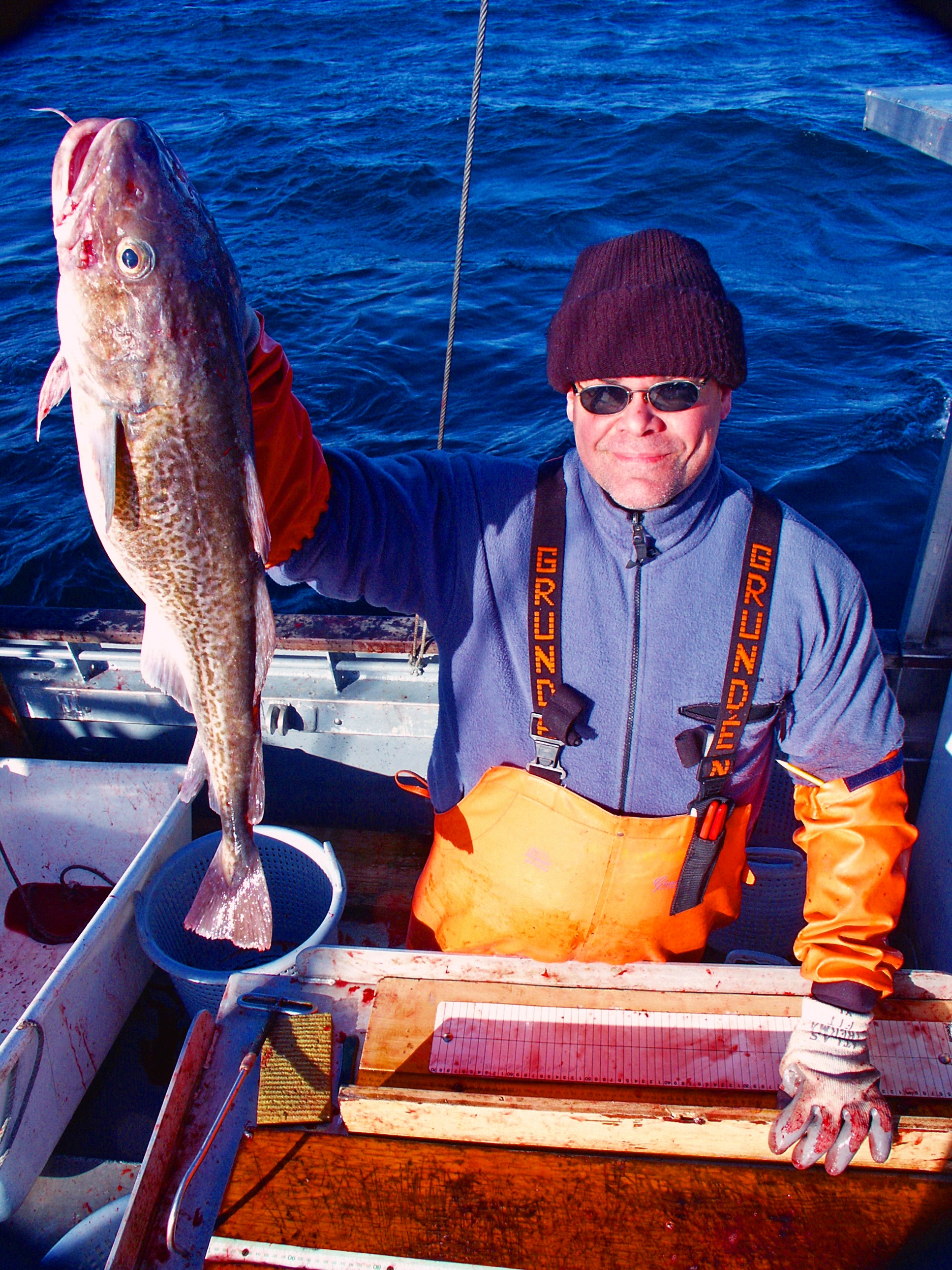
Gadus macrocephalus
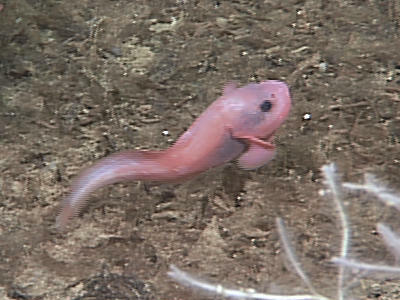
Careproctus ovigerus
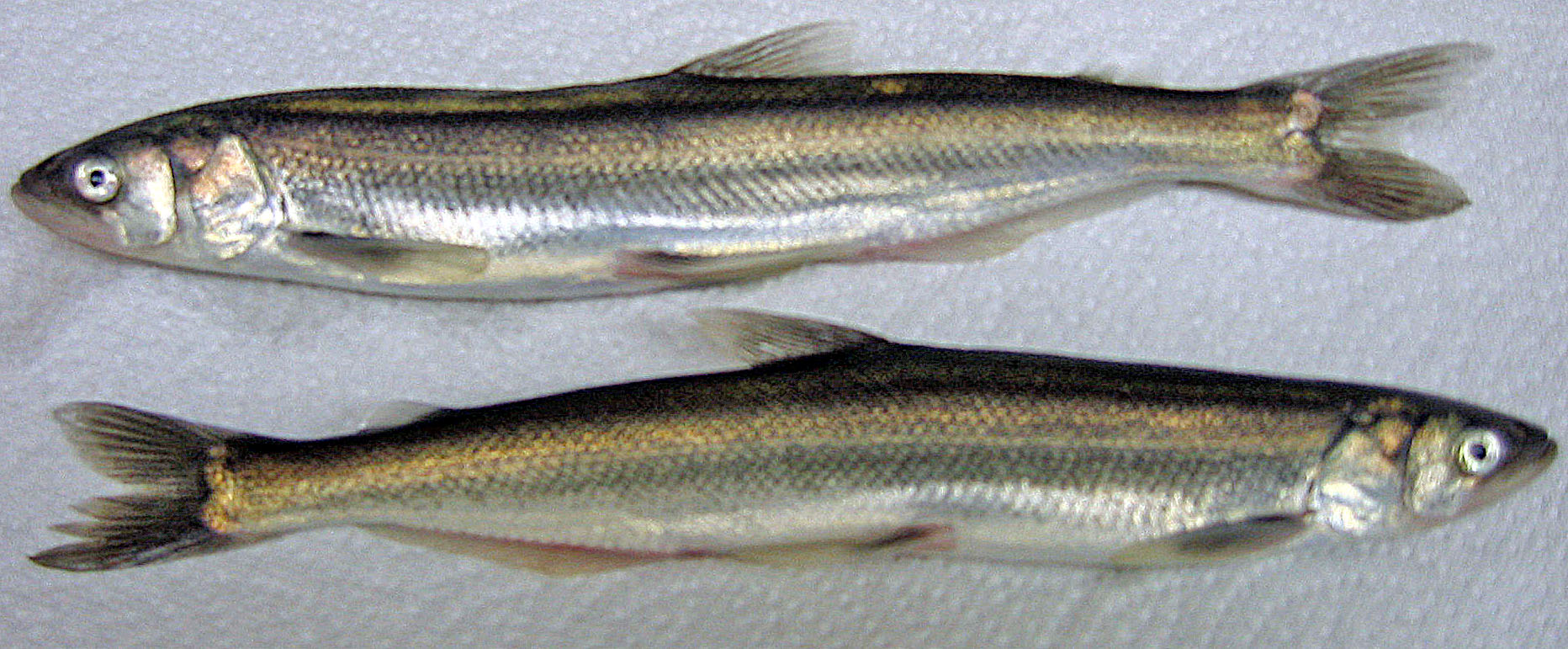
Thaleichthys pacificus
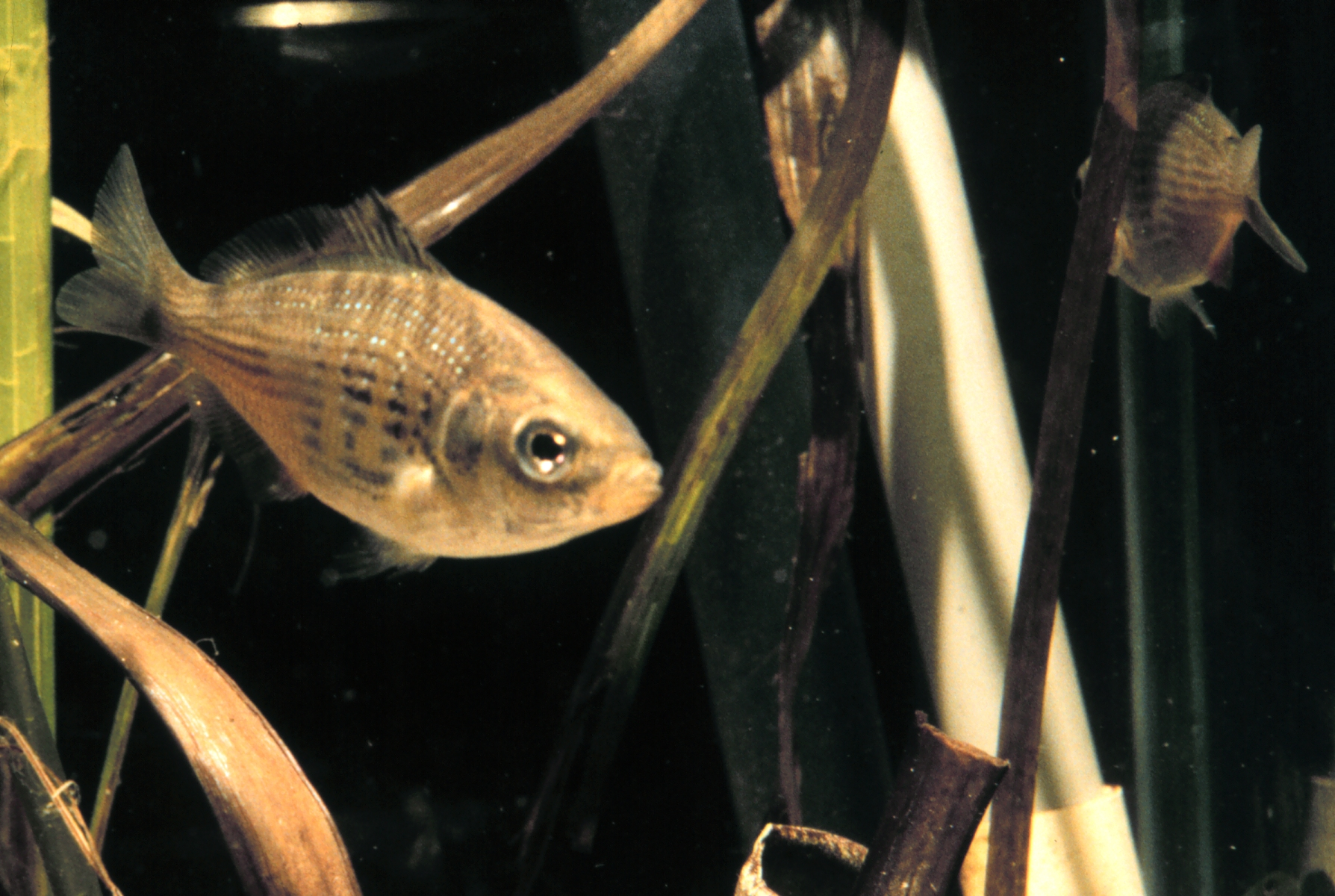
Cymatogaster aggregata
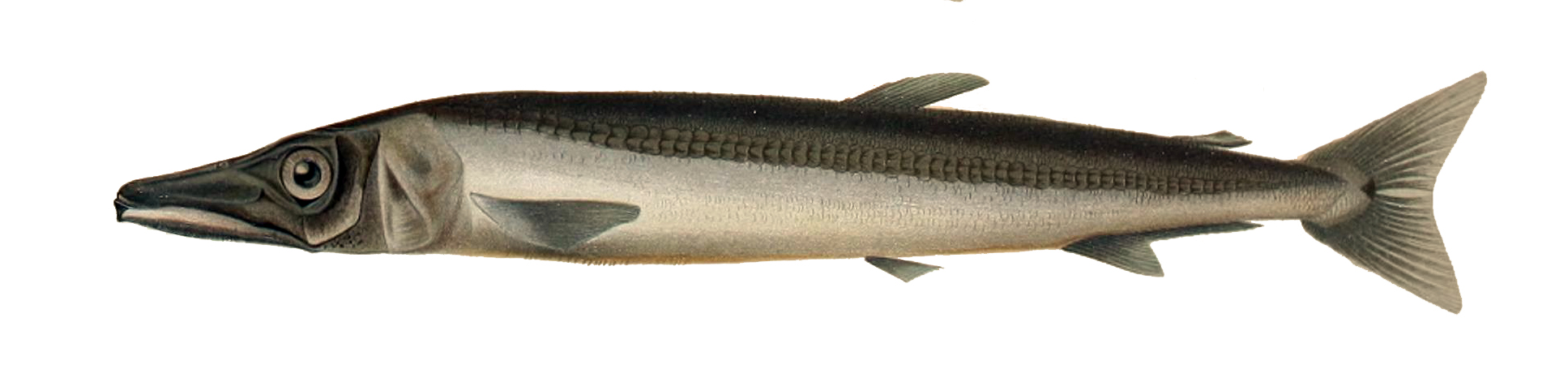
Magnisudis atlantica (il·lustració del 1911)
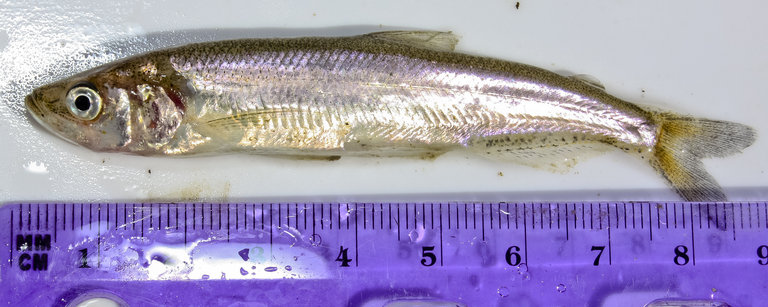
Spirinchus thaleichthys
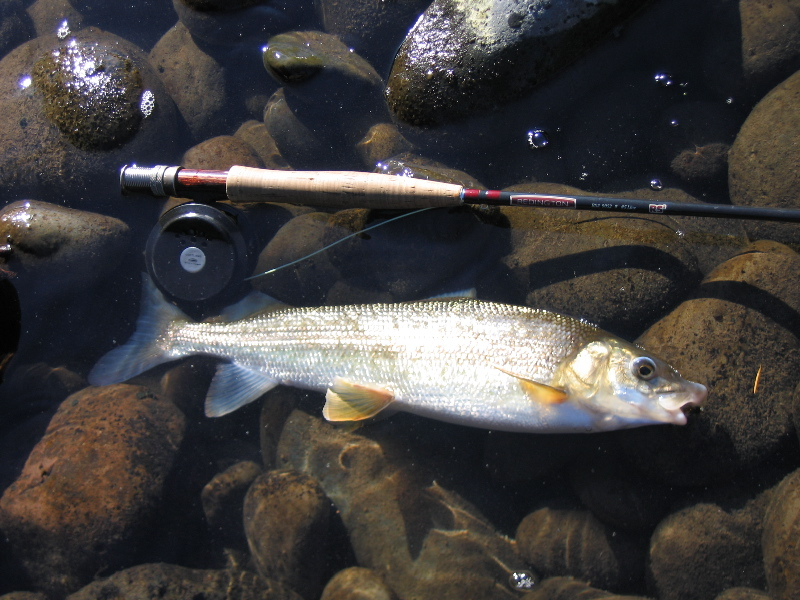
Prosopium williamsoni
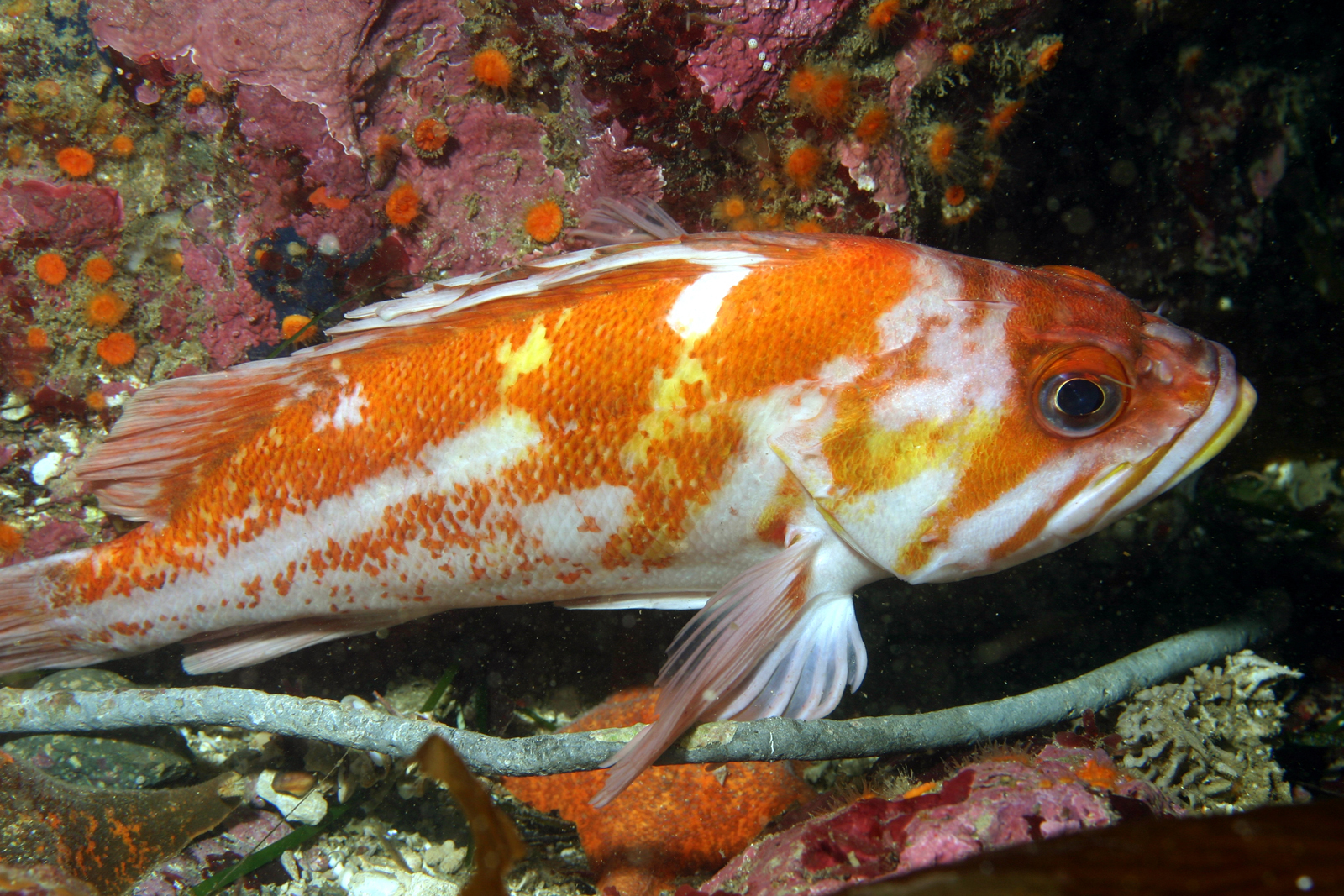
Sebastes caurinus
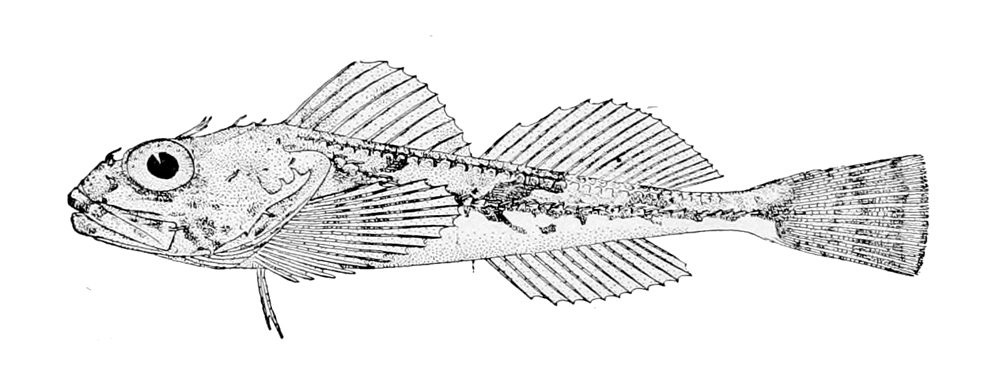
Icelinus borealis (il·lustració del 1906)
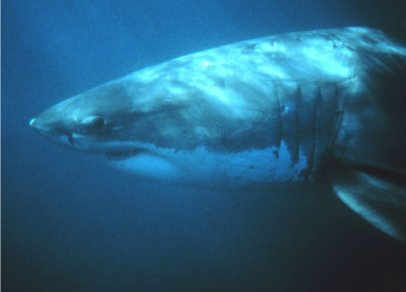
Tauró blanc (Carcharodon carcharias)
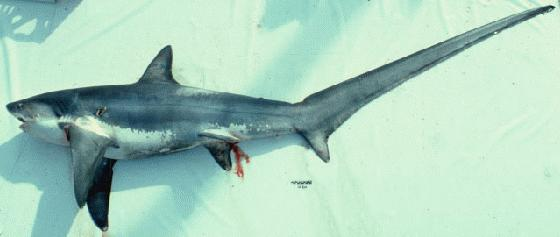
Peix guilla (Alopias vulpinus)
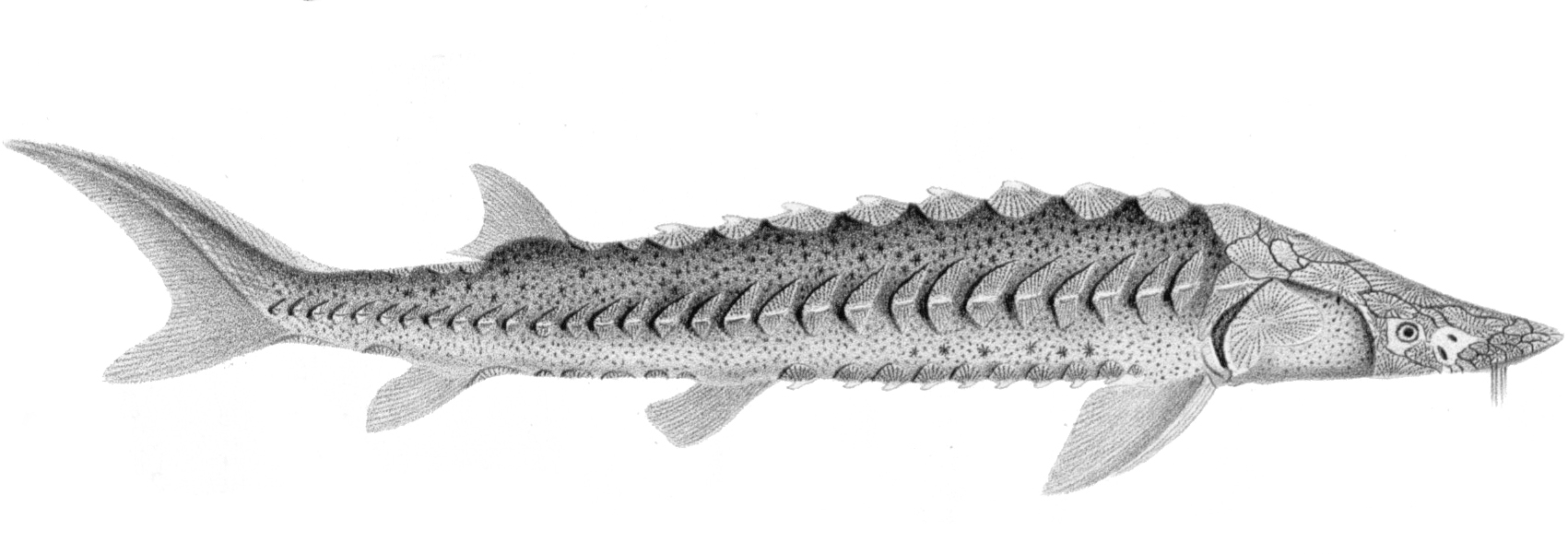
Acipenser medirostris (il·lustració del 1866)